# 모드하우스
모드하우스(영어: Modhaus Inc.)는 대한민국의 연예기획사이다. 서울특별시에 본사를 두고 있다.

## 소속 가수
- 트리플에스
- ARTMS (희진, 하슬, 진솔, 김립, 최리)
- IDNTT